# 명탐정 코난: 이차원의 저격수
《명탐정 코난: 이차원의 저격수》(일본어: 名探偵 コナン 異次元の狙撃手)은 명탐정 코난 시리즈의 18번째 극장판이며, 2014년 4월 19일에 개봉한 일본의 애니메이션 영화이다. 대한민국에서는 2014년 8월 6일에 개봉하였다. 개봉 이후에 투니버스와 영화전문채널인 OCN에서도 지속적으로 방영 중에 있다.

## 시놉시스
높이 635m를 자랑하는 벨트리 타워의 오프닝 행사.
타워 전망대에서 절경을 즐기던 코난 일행의 눈 앞에서 어디선가 날아온 총탄이 한 남자의 가슴을 꿰뚫는다!
코난은 총탄이 날아온 곳에 서 있는 검은 그림자를 발견하고, 여고생 탐정 양세라와 함께 저격범을 추격하는데...
수류탄과 기관총으로 중무장한 범인을 쫓던 그들은 위기의 순간 나타난 FBI 수사관 조디 일행의 도움으로 가까스로 위험에서 벗어나지만, 범인은 바다에 뛰어들어 자취를 감추고 만다. 뒤이어 연속으로 발생하는 도심 한복판에서의 저격 사건들....
과연 범인의 최후의 목적은 무엇이며
코난은 다시 한번 수수께끼를 파헤쳐 낼 수 있을 것인가

한국어판 시놉시스

## 등장 인물

### 주조연 캐릭터
- 에도가와 코난 (코난)
- 쿠도 신이치 (남도일)
- 모리 코고로 (유명한)
- 모리 란 (유미란)
- 스즈키 소노코 (정보라)
- 세라 마스미 (양세라)
- 코지마 겐타 (고뭉치)
- 츠부라야 미츠히코 (박세모)
- 요시다 아유미 (한아름)
- 하이바라 아이 (홍장미)
- 아가사 히로시 (브라운 박사)
- 메구레 쥬죠 (골롬보 반장)
- 시라토리 닌자부로 (백동훈 형사)
- 타카기 와타루 (신형선 형사)
- 치바 잇신 (이명수 형사)
- 사토 미와코 (오지인 형사)
- 아야노코지 후미마루 (미상)
- 오키야 스바루 (최수현)
- 아카이 슈이치 (이상윤)
- 조디 스털링
- 제임스 블랙
- 안드레 캐멜

### 극장판 캐릭터
- 케빈 요시노 (케빈 킴) 32세

전직 미국 해병대 중사로 미군기지에서 미군 보급품을 판매하는 군인용품 가게를 운영 중이다. 전쟁터에서 자신의 목숨을 구한 헌터에게 존경의 표시를 한다.
- 잭 월츠 45세

전직 미국 육군 대위와 저격수 출신으로 현재 미국 샌디에이고에서 군납용 장비 제조회사를 경영 중이다. 헌터의 교전 규칙 위반을 고발했다.
- 티모시 헌터 37세

전직 미국 해군 특수부대 저격병으로 2003년에 중동전쟁에 참전해 전쟁 영웅이 되었다. 2005년 실버스타 훈장을 수여받았으나 다음해 교전 규칙을 위반했다는 이유로 박탈당했다. 전쟁터에서 머리를 다쳐 오랫동안 고통을 겪어왔다. 참고로 주로 쓰는 총은 mk -11이다
- 마크 스펜서 65세

전직 미국 해군 사령관으로 평판이 좋고 해군에 대한 자부심이 투철하다. 그리고 헌터랑 만난적도 없다고 하였다. 그리고 월츠에게 '이번 저격사건이 왜 일어났는지 집요하게 파해치지 말라, 그리고 미군의 명예를 걸고 무슨 수를 써서든 범인을 처리 하라'고 하였다.
- 스캇 그린 43세

전직 미국 해군 원사로 헌터에게 사격을 가르친 교관이다. 오토바이 대리점을 운영 중이다.
- 카를로스 리

스펜서의 운전수로 헌터와 맞먹을 만큼의 저격 실력을 가지고 있다. 전쟁터에서 78명을 사살하였다. 그리고 월츠에게 총을 건네주었다.
- 빌 머피 35세

전직 미국 육군 하사로 월츠의 비서. 헌터의 교전 규칙 위반을 증언하였다.
- 아카호시 (박 형사)

수사 1과로 수사 경과를 보고하는 일을 담당중이며 정보 수집 능력이 탁월함.
- 후지나미 히로아키 (우진남) 40세

부동산 회사 사장. 외국인을 상대로 불량 물건을 강매해 헌터를 파산까지 이르게 했다. 그리고 벨트리 타워에서 외국인 상대로 강매 도중 누군가에게 저격당해 사망한다.
- 모리야마 히토시 (임상진) 34세

본명은 야스하라 히토시(한국명:임태진).대기업 미국 워싱턴주 시애틀의 주재원으로 근무. 헌터의 여동생과 결혼하려다가 파혼하여 다른여자와 결혼하였고 4년 전 퇴사하여 개명신청을 하고 개인무역사업을 하고있다. 현재 거주지는 불명확하다. 그리고 차로 외출하다 저격당한 후 차가 벽에 부딪혀 차 안에서 사망한다
- 브라이언 우즈

미국 워싱턴주 시애틀의 신문 기자. 교전 규정을 위반한 혐의가 있었던 헌터를 취재하다가 누군가에게 저격당해 살해당했었다.

## 배경
배경은 도쿄 스카이 트리를 모델로 하였다.

## 주제가
- 러브 서치 라이트 - 시바사키 코우

## 기타
- 최초로 FBI 수사관들이 등장한 극장판이다.[2]
- 세라 마스미가 최초로 등장한 극장판이기도 하다.
- 미궁의 십자로, 칠흑의 추적자, 절해의 탐정에 이어 교토 부경 아야노코지 경부가 4번째로 등장한 극장판이다.[3]
- 케빈 킴은 3기의 호사 세이란, 6기의 토마스 쉰들러에 이은 극장판 내의 3번째 외국인 범인이다.

## 제작 위원회
- 원작 - 아오야마 고쇼
- 감독 - 시즈노 코분
- 각본 - 코우치 카즈나리
- 음악 - 오노 카츠오
- 애니메이션 제작 - TMS / V1 Studio
- 제작 - 명탐정 코난 제작위원회 (소학관, 요미우리 TV, 닛폰 TV 방송망, 쇼가쿠칸 슈에이샤 프로덕션, 토호, TMS 엔터테인먼트)